# Albert Aublet

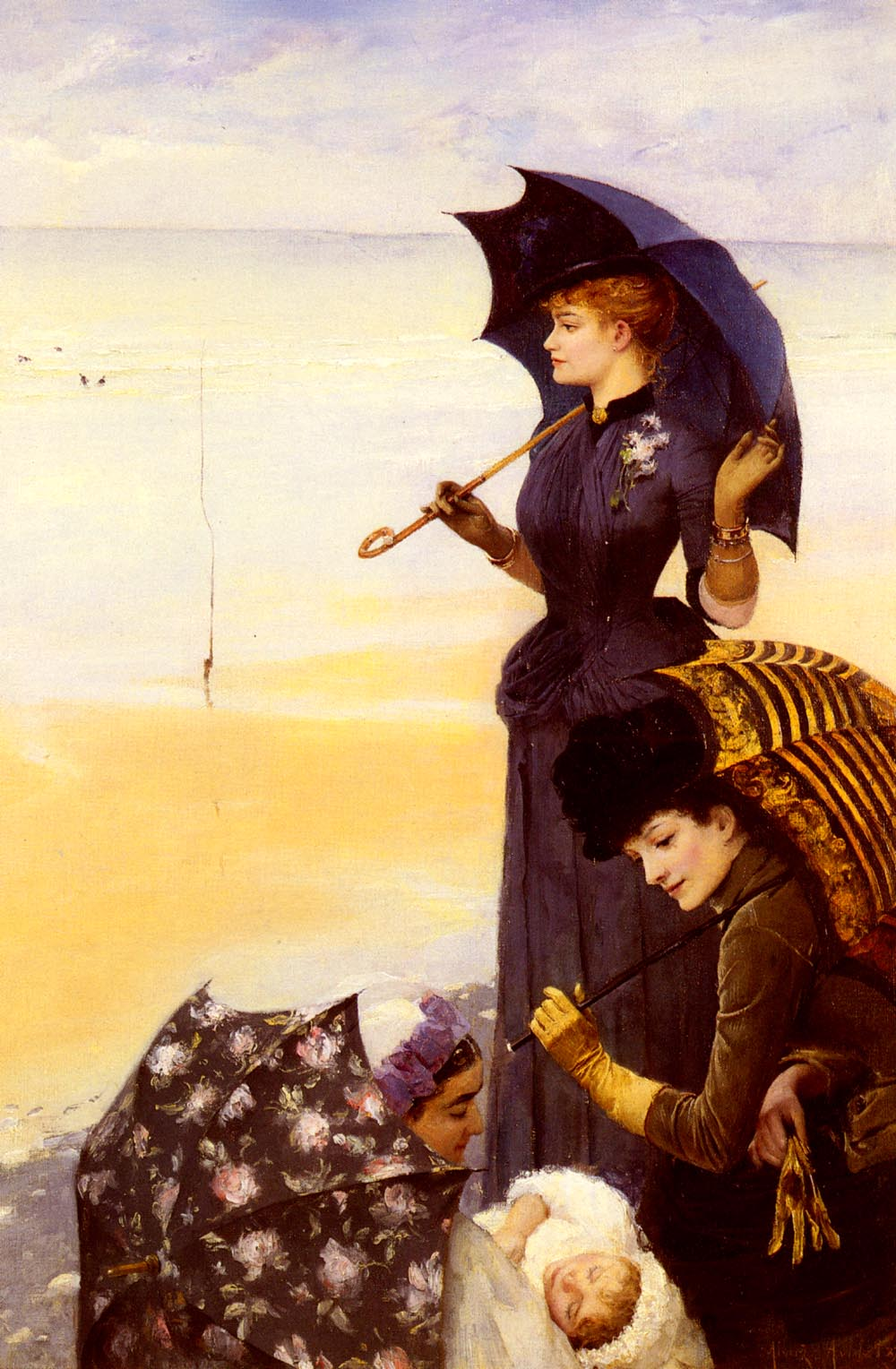
På stranden Le Tréport, 1887

Albert Aublet, född 18 januari 1851, död 1938, var en fransk konstnär.
Aublet var elev till Claude Jacquand och Jean-Léon Gérôme. Han har utfört porträtt, genrebilder och illustrationer liksom historietavlor och monumentalmålningar, bland annat för Hôtel de ville i Paris.